# Sparks (Nevada)
Sparks è una città degli Stati Uniti d'America, situata nella Contea di Washoe, nello stato del Nevada. Al censimento del 2000 possedeva 66 346 abitanti.

## Economia
La città è sede dell'azienda Precision Manuals Development Group